# Francisco Terciado
Terciado  Sacedo est un nom espagnol. Le premier nom de famille, en général paternel, est Terciado ; le second, en général maternel, souvent omis, est Sacedo.
Francisco José Terciado Sacedo (né le 25 mars 1981 à Fuentidueña de Tajo) est un coureur cycliste espagnol. Il a notamment remporté le Tour de Navarre en 2009. 

## Palmarès et classements mondiaux

### Palmarès
- 2004
  - 2e de la Prueba Loinaz
- 2005
  - Circuito Guadiana
  - Trophée Iberdrola
  - 2e de la Clásica Memorial Txuma
  - 3e du Mémorial Valenciaga
  - 3e du Tour d'Estrémadure
- 2009
  - Tour de Navarre :
    - Classement général
    - 4e étape

### Résultat sur le Tour d'Espagne
1 participation
- 2007 : 103e

### Classements mondiaux
| Année           | 2005 | 2006  | 2007  | 2008 |
| --------------- | ---- | ----- | ----- | ---- |
| UCI Europe Tour | 345e | 1162e | 1272e | 877e |
| UCI Asia Tour   |      | 166e  | 74e   |      |